# Renina
|  | Per a altres significats, vegeu «Rennina». |

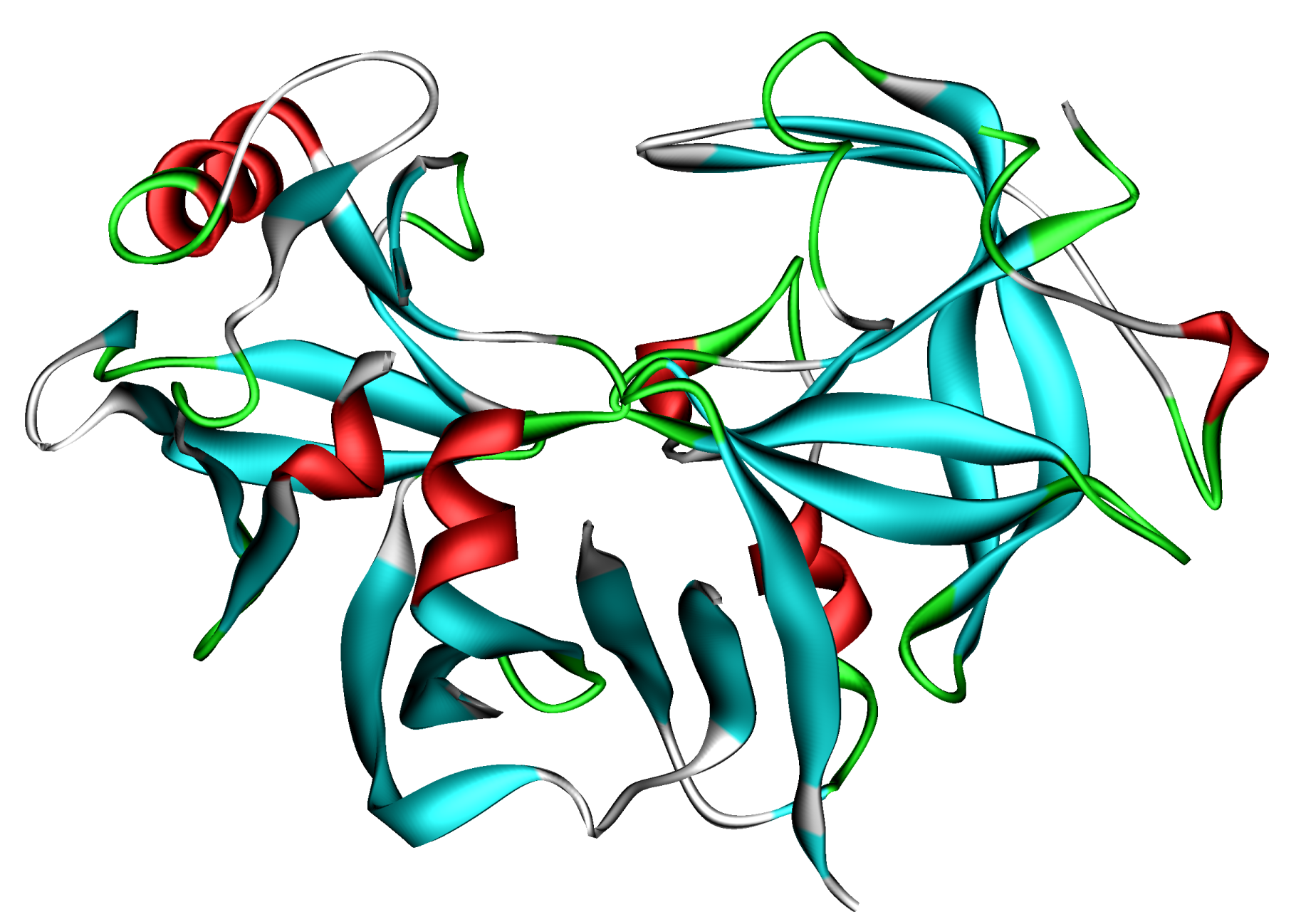
Estructura de la renina humana

La renina (EC 3.4.23.15), també anomenada angiotensinogenasa, és una proteïna (enzim) segregada per les cèl·lules iuxtaglomerulars del ronyó (d'on prové el seu nom). Acostuma a secretar-se en casos d'hipotensió arterial i de baixa volèmia. La renina també té un paper en la secreció d'aldosterona, una hormona que ajuda a controlar l'equilibri hídric i de sals del cos.

## Descobriment
La renina va ser descoberta, descrita i anomenada per Robert Tigerstedt, Professor de Fisiologia a l'Insitut Karolinska d'Estocolm, el 1898.

## Bioquímica i fisiologia

### Estructura
L'estructura primària del precursor de renina consta de 406 aminoàcids. La forma madura de la renina conté 340 aminoàcids i té una massa de 37kDa

### Secreció
El pèptid és secretat pel ronyó en resposta a tres estímuls principalment:
1. Una disminució en la pressió sanguínia
2. La disminució en la fracció filtrada de sodi en el nefró.
3. L'activitat del sistema nerviós simpàtic